# Biko Adema
Biko Adema (1 de setembro de 1987) é um jogador de rugby sevens queniano.

## Carreira
Biko Adema integrou o elenco da Seleção Queniana de Rugbi de Sevens, na Rio 2016, que foi 11º colocada.